# San Lorenzo de Ibihica
San Lorenzo de Ibihica era una missió espanyola franciscana construïda a principis del segle xvii al sud-est de l'actual estat dels Estats Units de Geòrgia. Va ser part de l'esforç d'Espanya per colonitzar la regió de la Florida espanyola i convertir els amerindis timucua al catolicisme. Va servir la tribu ibi, també coneguda com a yui o ibihica, un poble timucua de la zona.

## Història
Missió de San Lorenzo es va establir al poble principal dels ibi, Ibihica. Estava situat a l'interior de Geòrgia a 14 llegües (unes 50 milles) de la Missió San Pedro de Mocama a l'illa Cumberland. Probablement estava situada a l'est d'Okefenokee Swamp, prop de la línia dels comtats de Charlton i Camdem, just al nord de l'actual frontera entre Geòrgia i Florida i entre el riu St Marys i el riu Satilla.
Els esforços missioners espanyols entre els ibi començaren amb la visita del franciscà Fra Pedro Ruíz en 1597. Ruíz va tenir un cert èxit en la conversió i va aconseguir assegurar la submissió del cap a l'autoritat espanyola, però va haver de ser cridat aquest mateix any a causa de la rebel·lió Guale. Així, els ibi no tenien cap frare, però van ser visitats regularment pels frares de les Missions de San Pedro de Mocama i San Juan del Puerto. Després de 1616 San Lorenzo de Ibihica fou establida per donar la seva pròpia missió als ibi. Continuà funcionant fins a 1656, quan la missió i la vila foren destruïdes pels espanyols com a resultat de la rebel·lió timucua.